# Ben Verweij
Bernard ("Ben") Willem Jan Verweij (Medã, 31 de agosto de 1895 - 14 de julho de 1951) foi um futebolista neerlandês, medalhista olímpico.
Ben Verweij competiu nos Jogos Olímpicos de Verão de 1920 na Antuérpia. Ele ganhou a medalha de bronze.